# Hy Averback
Hyman “Hy” Jack Averback (* 21. Oktober 1920 in Minneapolis, Vereinigte Staaten; † 14. Oktober 1997 in Los Angeles, Vereinigte Staaten) war ein US-amerikanischer Radiomoderator und -ansager sowie ein Regisseur, Produzent und Schauspieler bei Film und Fernsehen.

## Leben und Wirken

### Die frühen Jahre beim Radio
Averback kam im Alter von neun Jahren aus Minneapolis nach Los Angeles. Anschließend erhielt er eine kurze Ausbildung am Edward Clark Academy Theater, die er 1938 abschloss. Sein erster Job im Entertainment-Bereich war kurz vor Beginn des Zweiten Weltkriegs der eines Sprechers beim Rundfunksender KMPC in Beverly Hills. Während des Krieges diente Averback als Moderator des AFN und sorgte für die Unterhaltung der US-Truppen im Pazifikkrieg. Nach dem Krieg wurde er amerikaweit schlagartig bekannt als Ansager der Jack Paar-Radio Show, die er ab dem 1. Juni 1947 in Nachfolge von Starkomiker Jack Benny ansagte. In ähnlicher Funktion diente Averback auch für Bob Hopes Radioshowprogramm. Averback lieh zum Ende desselben Jahrzehnts seine Stimme aber auch seriöseren Formaten wie etwa dem Newsweek-Rundfunkmagazin im Rahmen einer wöchentlich auf ABC-Westküsten-Sendern ausgestrahlten Sendung. Nahezu zeitgleich, seit Januar 1948, wirkte Hy Averback überdies als Schauspieler in Jack Bennys Comedy-Radioshows mit.

### Aktivitäten bei Film und Fernsehen
Mit Beginn der 1950er Jahre konzentrierte sich Hy Averback auf die Arbeit beim Fernsehen. Nach seinem Kinodebüt 1951 als Darsteller in Cry Danger sah man ihn vor allem in Comedy-Reihen und -Serien wie The Saturday Night Revue (1953/54), Tonight (1955) und NBC Comedy Hour (1956). Mit dem Mr. Romero in der Sitcom Our Miss Brooks erhielt er auch eine Dauerrolle, und auch sein Auftritt in der äußerst beliebten Serie I Love Lucy an der Seite von Lucille Ball förderte Averbacks Bekanntheitsgrad. Seit 1956 konzentrierte er sich auf die Fernsehregie und inszenierte eine Fülle von Episoden zu damals beliebten Serien wie The Real McCoys, The Tom Ewell Show, Ensign O’Toole, Gauner gegen Gauner, Columbo und vor allem M*A*S*H, für die er zwischen 1972 und 1982 mindestens zwanzig Folgen drehte. Zeitgleich trat Averback auch als Fernsehproduzent in Erscheinung. Vor allem in der zweiten Hälfte der 1960er Jahre erfolgten einige sehr konventionell ausgefallene, dafür aber nicht allzu erfolgreiche Abstecher zur Kinofilm-Regie. Dort arbeitete er mit etablierten Altstars wie Doris Day, Kim Novak, Peter Sellers und Tony Curtis zusammen. Averback blieb bis Mitte der 1980er Jahre stetig aktiv, dann zog er sich weitgehend aus dem Fernsehgeschäft zurück. Zuletzt (1990er Jahre) sah man ihn nur noch in einigen Dokumentationen über seine Arbeit mit Jack Paar und Bob Hope.

## Filmografie
Regie bei Fernsehproduktionen, wenn nicht anders angegeben (Auswahl)
- 1955: Francis in the Navy (nur Kinofilmrolle)
- 1956: The Brothers (Serie, zwei Folgen)
- 1956: Die Benny Goodman Story (The Benny Goodman Story) (nur Kinofilmrolle)
- 1956: Wem die Sterne leuchten (4 Girls in Town) (nur Kinofilmrolle)
- 1957–1960: The Real McCoys (Serie)
- 1960–1961: The Tom Ewell Show (Serie, auch Produktion)
- 1961–1962: The Gertrude Berg Show (Serie, auch Produktion)
- 1962: Ensign O’Toole (Serie, auch Produktion)
- 1964: Gauner gegen Gauner (The Rogues, Serie)
- 1965: Barnes (Kurzfilm, auch Produktion)
- 1965: Die Schreckenskammer (Chamber of Horrors) (Kino, auch Produktion)
- 1967: Wie man Erfolg hat, ohne sich besonders anzustrengen (How to Succeed in Business Without Really Trying) (nur Gastrolle)
- 1967: Als das Licht ausging (Where Were You When the Lights Went Out?) (Kino, auch Gastrolle)
- 1968: Hochwürden dreht sein größtes Ding (The Great Bank Robbery) (Kino)
- 1968: Lass mich küssen deinen Schmetterling (I love you Alice B. Toklas) (Kino, auch Gastrolle)
- 1969: Stellt euch vor, es gibt Krieg, und keiner geht hin (Suppose They Gave a War and Nobody Came) (Kino)
- 1971: Eddie
- 1971: Columbo: Mord in Pastell (Suitable for Framing, Reihe)
- 1972: Bedtime Story
- 1973: Columbo: Zwei Leben an einem Faden (A Stitch in Crime)
- 1973: Topper Returns
- 1973: Mode, Mädchen und Moneten (Needles and Pins, Serie, vier Folgen)
- 1974: Moe and Joe
- 1975: Karen (Serie, drei Folgen)
- 1976: The Bureau
- 1976: Bell, Book and Candle
- 1976: Newman’s Drugstore (auch Produktion)
- 1976: Die Frau ohne Gedächtnis (Richie Brockelman: The Missing 24 Hours)
- 1977: The Love Boat II
- 1977: The Rubber Gun Squad
- 1978: Quark (Serie, fünf Folgen)
- 1978: Die Rückkehr der Mavericks (The New Maverick)
- 1978: Pearl Harbor (TV-Dreiteiler)
- 1979: Brothers and Sisters (Mehrteiler, nur Produktion)
- 1979: Night Rider (The Night Rider)
- 1979: Ein Duke kommt selten allein (The Dukes of Hazzard, Serie, Regie und Produktion bei einzelnen Folgen)
- 1979: House Calls (Serie)
- 1980: Alone at Last
- 1981: Und jetzt wird sie Soldat (She’s in the Army Now)
- 1972–1982: M*A*S*H (Fernsehserie, 20 Folgen)
- 1983: At Ease (Serie, sechs Folgen, auch Produktion)
- 1983: Venice Medical
- 1984: Beach Parties (Where the Boys Are) (Kino)
- 1984: The Four Seasons (Serie)
- 1985: Mord ist ihr Hobby (Murder, She Wrote, Serie, eine Folge)
- 1985: Das durchgeknallte Polizei-Revier (The Last Precinct) (Pilotfilm)